# Iwan Fjodorowitsch Selesnjow

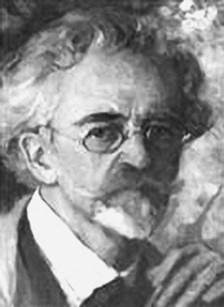
Iwan Fjodorowitsch Selesnjow (Selbstporträt)

Iwan Fjodorowitsch Selesnjow (russisch Иван Фёдорович Селезнёв; * 3. Januarjul. / 15. Januar 1856greg. in Kiew; † 31. März 1936 ebenda) war ein ukrainisch-russischer Maler und Hochschullehrer.

## Leben
Selesnjow war der Sohn eines Bauern des Gouvernements Kaluga. Nach dem Besuch des Gymnasiums studierte er 1872–1881 an der Kaiserlichen Akademie der Künste in St. Petersburg bei Pawel Petrowitsch Tschistjakow. Er erhielt 1876 zwei kleine Silbermedaillen, 1877 und 1878 zwei große Silbermedaillen und 1880 die kleine Goldmedaille. Er schloss das Studium mit dem Gemälde Der Heilige Sergius segnet Dmitri Donskoi vor der Schlacht als klassischer Künstler I. Klasse ab. 1882 erhielt er für sein Gemälde des träumenden Dmitri Jurjewitsch Krassny (Enkel Dmitri Donskois) die große Goldmedaille und ein dreijähriges staatliches Auslandsreisestipendium, mit dem er nach Rom reiste.
Nach seiner Rückkehr 1886 lebte und arbeitete Selesnjow in Kiew. Bis 1890 lehrte er an der Kiewer Zeichenschule Mykola Muraschkos. Von 1898 bis 1920 lehrte er am Kiewer Polytechnischen Institut. Ab 1901 unterrichtete er an der Kiewer Kunstschule, deren Direktor er 1911–1914 war. Zu seinen Schülern gehörten Boris Solomonowitsch Aronsson, Issaak Moissejewitsch Bilenki, Boris Jeremejewitsch Wladimirski und Karl Demjanowitsch Trochimenko. Selesnjow organisierte mit anderen die Genossenschaft der religiösen Maler und war ihr Vorsitzender ab 1908. Er beteiligte sich an der Restaurierung der Fresken des 12. Jahrhunderts in der Kirche des heiligen Kyrill. Selesnjows Werke befinden sich im Russischen Museum in St. Petersburg und in verschiedenen Museen in Russland und der Ukraine.

## Werke

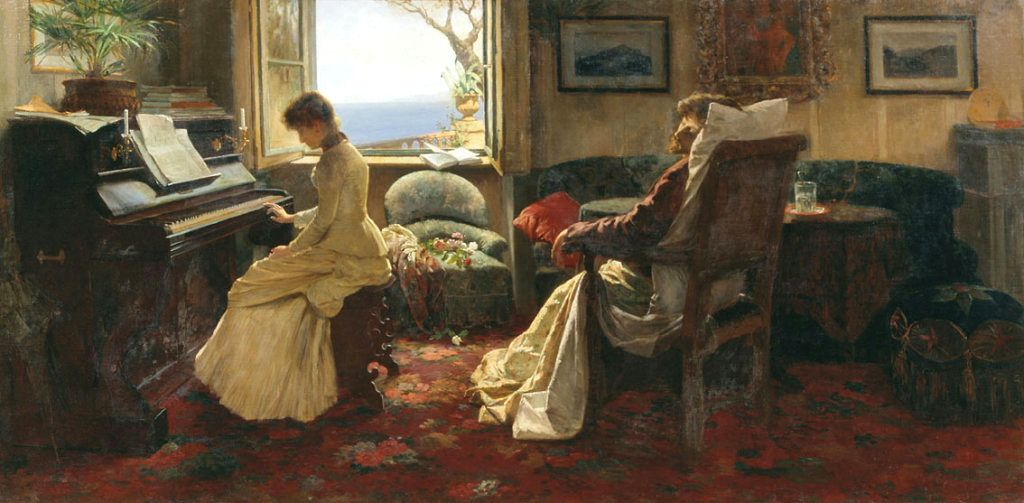
Letzter Akkord (1885, Woronzow-Palast-Museum)
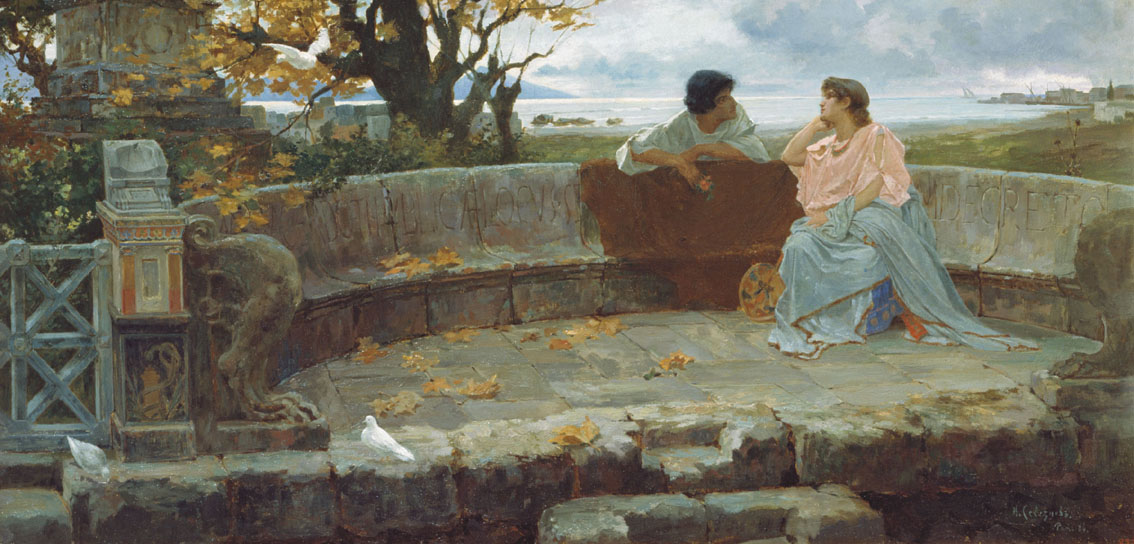
In Pompei (1886, Russisches Museum)
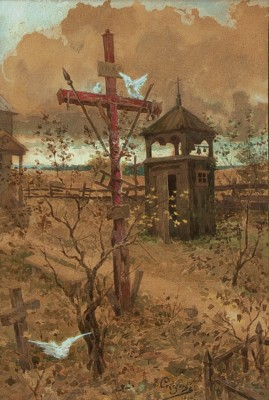
Friedhofskapelle (1892)